# The Astonishing
The Astonishing es el decimotercer álbum de estudio de la banda estadounidense de metal progresivo, Dream Theater. Fue lanzado el 29 de enero de 2016 vía Roadrunner Records.

## Antecedentes
Dream Theater empezó escribir su decimotercer álbum de estudio en enero de 2015 en los Cove City Sound Studios en Long Island, Nueva York, donde también escribieron sus dos álbumes previos y el álbum Train of Thought. Mientras escribían, el guitarrista John Petrucci dijo a la revista Revólver, "El álbum nuevo será una progresión de la identidad creativa de la banda ... Cada vez que vamos al estudio, siempre intentamos hacer algo mejor que lo último. Todos en la banda tienen esa clase de actitud en que nos encanta lo que hacemos,  somos muy afortunados de ser capaces de hacer lo que hacemos, y sentimos que lo mejor está por venir." En agosto, James LaBrie empezó grabar las voces.
En julio, la banda tomó un descanso del estudio para tocar en algunos espectáculos en Europa, pero continuó escribiendo durante la gira. Las grabaciones terminaron a fines de septiembre, mientras que la edición comenzó a inicios del mes siguiente.
El 5 de noviembre de 2015, la banda lanzó un sitio web nuevo para el álbum. La parte superior del sitio tiene un encabezado que dice "Personajes" y muestra la silueta de ocho personajes presuntamente incluidos en la historia del álbum. También están los inicios de un mapa, que supuestamente presentan la zona en la que la historia tiene lugar. El sitio también muestra el listado de pistas separado en dos "actos".

## Lanzamiento
Dream Theater empezó su campaña de marketing para The Astonishing en octubre de 2015, invitando a los visitantes de su sitio web oficial a escoger entre listas de correos para "El Gran Imperio del Norte" (The Great Northern Empire) o "La Milicia Rebelde Ravenskill" (The Ravenskill Rebel Militia). Quienes se registraron fueron notificados de actualizaciones a la página de Twitter de su bando. A inicios de noviembre, la banda anunció que su decimotercer álbum de estudio sería titulado The Astonishing y lanzó un sitio web promocional sugiriendo que sería un álbum conceptual. También anunciaron algunas fechas de tour europeas en otoño de 2016, y que el álbum sería interpretado completamente.

## Sinopsis
Lo siguiente está basado en la sinopsis oficial de The Astonishing, publicada por Dream Theater tras el lanzamiento del álbum.

### Acto I
En 2285, la región noreste de Estados Unidos se ha transformado en una distopía regida por el Gran Imperio del norte de América La única semejanza al entretenimiento que existe es el sonido electrónico de los NOMACS (Noise Machines, en Inglés, Máquinas de Ruido). El imperio es regido por el Emperador Nafaryus, la Emperatriz Arabelle, el Príncipe heredero Daryus, y la Princesa Faythe. En una villa distante llamada Ravenskill, un hombre llamado Gabriel posee la habilidad natural de hacer música y cantar ("The gift of music"). Él tiene un hermano mayor, el Comandante Arhys de la Milicia Rebelde de Ravenskill, Quién tiene un hijo, Xander, con su fallecida esposa, Evangeline ("A Better Life").
El Emperador Nafaryus escucha un rumor acerca de que Gabriel es el salvador de la gente. Él y su familia viajan a Ravenskill para verlo por ellos mismos ("Lord Nafaryus"). En la plaza de Ravenskill, Gabriel está cantando para la gente cuando la familia real aparece. Él continúa cantando a petición del emperador ("A Savior in the Square"), casi haciéndolos llorar a todos ("When your Time Has Come"). Mientras canta, la Princesa Faythe recuerda el momento en que se encontró un reproductor de música cuando era una niña, manteniéndolo como secreto toda su vida, y mientras ella y Gabriel se miran entre sí se enamoran ("Act of Faythe"). Nafaryus, aunque ligeramente cautivado por la canción de Gabriel, lo ve como una amenaza para su reinado y le da a la gente del pueblo tres días para que le entreguen a su salvador, de lo contrario destruirá el pueblo ("Three Days"). El Comandante Arhys esconde a su hermano y se rehúsa a entregarlo ("Brother, Can You Hear Me?"). De vuelta en el palacio del emperador, Faythe decide que debe ver de nuevo a Gabriel. Disfrazándose, empieza a viajar de vuelta a Ravenskill. Arabelle, sabiendo acerca de las intenciones de su hija, instruye al Príncipe Daryus a que la siga y la proteja. Daryus siente que siempre ha sido mirado por debajo de su hermana por parte de su padre, así que viaja al pueblo con otras intenciones ("A Life Left Behind"). Faythe llega al pueblo y encuentra a Xander, quién confía en ella y la lleva donde su padre Arhys. Faythe convence a Arhys de que ella puede ayudar, así que él la lleva al escondite de Gabriel. Gabriel y Faythe se abrazan, y ella le dice que cree que puede convencer a su padre de terminar la caza a Gabriel ("Ravenskill"). Gabriel le dice que si tan sólo pudiera reunirse con el emperador, podría inspirarlo para restaurar la paz usando su regalo de música ("Chosen"). 
Mientras tanto, el Príncipe Daryus encuentra el hogar de Arhys y toma cautivo a Xander. Daryus promete que garantizará la seguridad y la riqueza de Xander a cambio de que le entreguen a Gabriel. Daryus hace esto esperando ganar el respeto de su padre ("A Tempting Offer"). Arhys es forzado a decir que sí, recordando la promesa que hizo a Evangeline, de proteger a su hijo ("The X Aspect"). Faythe viaja de vuelta al palacio y se da cuenta de que el reproductor de música una vez perteneció a su padre. Al poco tiempo, Nafaryus cede a la petición de su hija ("A New Beginning") y acepta encontrarse con Gabriel en un anfiteatro abandonado llamado Heaven's Cove ("The Road to Revolution")

### Acto II
El Comandante Arhys informa a Daryus de que Gabriel va a estar en Heaven's Cove esa noche ("Moment of Betrayal"). Mientras Arhys espera en el anfiteatro, cambia de parecer, y cuando Daryus aparece, empiezan una pelea. Daryus supera a Arhys y lo mata ("The Path That Divides"), sin saber que Xander los siguió y vio la escena completa. Mientras Xander corre al cadáver de su padre, Daryus ve la silueta de alguien acercándose. Asumiendo que es Gabriel, intenta asesinarlo, dándose cuenta muy tarde que en realidad es Faythe ("The Walking Shadow"). Gabriel llega a la escena y ve a su hermano muerto y a Faythe muriendo. Cubriendo los oídos de Xander, suelta un grito que le causa sordera a Daryus y que fue escuchado por Nafaryus, Arabelle, y el pueblo entero ("My Last Farewell").
Nafaryus y Arabelle llegan y le ruegan a Gabriel que use su regalo para salvar a Faythe ("Losing Faythe"), pero Gabriel no es capaz de cantar después de haber gritado tan fuerte ("Whispers on the Wind"). La gente, atraída por el grito, aparece y empieza a cantar, dándole esperanza a Gabriel. Él recupera su habilidad para cantar y trae a Faythe de vuelta a la vida ("Hymn of a Thousand Voices"). Nafaryus, dándose cuenta de lo que ha hecho, decide terminar el conflicto con Gabriel y apaga los NOMACS para siempre ("Power Down"). Daryus es perdonado por sus acciones, y Gabriel y Faythe crían a Xander como familia ("Our New World"). Nafaryus promete gobernar el imperio como un justo líder en un mundo nuevo donde la música es apreciada nuevamente ("Astonishing").

## Listado de canciones
Listado de canciones desde el sitio oficial de The Astonishing.

| Acto I |                             |          |  |
| N.º    | Título                      | Duración |  |
| 1.     | «Descent of the NOMACS»     | 1:10     |  |
| 2.     | «Dystopian Overture»        | 4:50     |  |
| 3.     | «The Gift of Music»         | 4:00     |  |
| 4.     | «The Answer»                | 1:52     |  |
| 5.     | «A Better Life»             | 4:39     |  |
| 6.     | «Lord Nafaryus»             | 3:27     |  |
| 7.     | «A Savior in the Square»    | 4:13     |  |
| 8.     | «When Your Time Has Come»   | 4:19     |  |
| 9.     | «Act of Faythe»             | 4:00     |  |
| 10.    | «Three Days»                | 3:44     |  |
| 11.    | «The Hovering Sojourn»      | 0:27     |  |
| 12.    | «Brother, Can You Hear Me?» | 5:11     |  |
| 13.    | «A Life Left Behind»        | 5:48     |  |
| 14.    | «Ravenskill»                | 6:00     |  |
| 15.    | «Chosen»                    | 4:32     |  |
| 16.    | «A Tempting Offer»          | 4:19     |  |
| 17.    | «Digital Discord»           | 0:47     |  |
| 18.    | «The X Aspect»              | 4:13     |  |
| 19.    | «A New Beginning»           | 7:40     |  |
| 20.    | «The Road to Revolution»    | 3:34     |  |

| Act II |                             |          |  |
| N.º    | Título                      | Duración |  |
| 1.     | «2285 Entr'acte»            | 2:20     |  |
| 2.     | «Moment of Betrayal»        | 6:11     |  |
| 3.     | «Heaven's Cove»             | 4:19     |  |
| 4.     | «Begin Again»               | 3:53     |  |
| 5.     | «The Path That Divides»     | 5:09     |  |
| 6.     | «Machine Chatter»           | 1:03     |  |
| 7.     | «The Walking Shadow»        | 2:58     |  |
| 8.     | «My Last Farewell»          | 3:44     |  |
| 9.     | «Losing Faythe»             | 4:13     |  |
| 10.    | «Whispers on the Wind»      | 1:37     |  |
| 11.    | «Hymn of a Thousand Voices» | 3:38     |  |
| 12.    | «Our New World»             | 4:11     |  |
| 13.    | «Power Down»                | 1:25     |  |
| 14.    | «Astonishing»               | 5:50     |  |

## Personajes
El Gran Imperio del Norte
- Emperador Nafaryus Emperador del Gran Imperio del Norte. El sobrenombre dado por su esposa es Bug.
- Faythe Hija del Emperador Nafaryus. Mantiene un romance con el rebelde de Ravenskill, Gabriel.
- Daryus Hijo del Emperador Nafaryus. Se interpone en el romance entre Faythe, su hermana, y Gabriel.
- Emperatriz Arabelle Esposa del Emperador Nafaryus.

Milicia rebelde Ravenskill
- Arhys Dirigente de los rebeldes. Su madre es Marhys.[17]
- Gabriel Hermano de Arhys. Considerado como "el elegido" por sus habilidades musicales, usadas por los opositores en Ravenskill para derrocar el gobierno del emperador Nafaryus.
- Evangeline Esposa de Aryhs; Falleció durante el nacimiento de Xander.
- Xander Hijo de Arhys y Evangeline.

## Personal
Dream Theater
- James LaBrie – voz
- John Petrucci – guitarra
- Jordan Rudess – teclados
- John Myung – bajos
- Mike Mangini – batería, percusión

Producción
- Richard Chycki – Ingeniería y mezclado
- Jie Ma - Arte de cubierta